# دلیا
دلیا (به ایتالیایی: Delia, Sicily) یک کومونه در ایتالیا است که در استان کالتانیستا واقع شده‌است.

## خصوصیات
دلیا ۱۲٫۳ کیلومترمربع مساحت و ۴٬۴۸۶ نفر جمعیت دارد و ۴۲۰ متر بالاتر از سطح دریا واقع شده‌است.

## خواهرخوانده
شهر واوقن خواهرخواندهٔ دلیا هست.